# David Magnusson
David Natanael Magnusson, född 5 september 1925 i Nässjö, död 4 september 2017 på Lidingö, var en svensk psykolog.
Han var 1969–1992 professor i psykologi vid Stockholms universitet. Magnusson blev 1979 ledamot av Vetenskapsakademien och 1989 av Ingenjörsvetenskapsakademien. Han är begravd på Lidingö kyrkogård.